# Carlos Salzedo
Carlos Salzedo (* 6. April 1885 in Arcachon, Frankreich; † 17. August 1961 in Waterville, Vereinigte Staaten) war ein Harfenist und Komponist.

## Leben und Wirken
Salzedo stammte aus einer sefardischen Familie. Er studierte an der Musikschule in Bordeaux und am Pariser Konservatorium Harfe und Klavier und ging 1909 als Solo-Harfenist an die Metropolitan Opera in New York. Ab 1924 war er Professor für Harfe am Curtis Institute in Philadelphia.
Salzedo, der als Komponist vor allem für sein eigenes Instrument komponierte, war als Solist und Musikpädagoge einer der wichtigsten Harfenisten des 20. Jahrhunderts.

## Harfe Solo (Auswahl)
- Annie Laurie (Arr.)
- Ballade (op.28)
- Believe Me, If All Those Endearing Young Charms (Arr.)
- Chanson chagrine
- Chanson dans la nuit
- Cinq Petits Préludes Intimes
- Deep River (Arr.)
- Dixie Parade. Concert Fantasy on the Theme of "Dixie"
- Five Preludes (I. Quietude, II. Iridescence, III. Introspection, IV. Whirlwind, V. Lamentation)
- Fraîcheur (Zephyrs) (für Harfe solo oder mehrere Harfen unisono)
- I Wonder as I Wander. Appalachian Carol
- Jeux d'eau (Playing Waters) (op.29)
- Jingle Bells (Arr.)
- Jolly Piper. Concert Fantasy
- The Last Rose of Summer (Arr.)
- Londonderry Air (Arr.)
- My Old Kentucky Home (Arr.)
- Paraphrases on Christmas Carols (1954) (Concert Variations on "Adeste Fideles, "Concert Variations on "Deck the Halls", Concert Variations on "Good King Wenceslas", Concert Variations on "O Tannenbaum", Concert Variations on "Silent Night", Paraphrase on "It Came Upon the Midnight Clear", Paraphrase on "Angels we have Heard on High", Paraphrase on "Greensleeves", Paraphrase on "O Little Town of Bethlehem", Paraphrase on "We Three Kings of Orient Are"Short Fantasy on a Noël Provencal, Short Fantasy on a Neapolitan Carol, Short Fantasy on a Catalan Carol, Short Fantasy on a Basque Carol)
- Paraphrase (or Cadenza) on Liszt's "Second Rhapsody"
- Poem of the Little Stars
- Prelude (in the nature of an Octave Study)
- Prelude fatidique and Suite of Eight Dances (Prelude fatidique, Gavotte, Menuet, Polka, Siciliana, Bolero, Seguidilla, Tango, Rumba)
- Prelude for a Drama (für eine oder mehrere Harfen)
- Recessional (für eine oder mehrere Harfen)
- Scintillation (1936)
- Short Stories in Music for Young Harpists (Vol. 1 & 2)
- Sketches for Harp Beginners (Vol. 1 & 2)
- Song of the Volga Boatmen (Arr.)
- The Star-Spangled Banner (Arr.)
- Tiny Tales for Harpist Beginners (Vol. 1 & 2)
- Traipsin´Thru Arkansaw. Concert Fantasy
- Turkey Strut. Concert Fantasy
- Variations sur un thème dans le style ancien (op.30)

## Kammermusik (Auswahl)
- Chanson dans la nuit (für 2 Harfen)
- Concerto for Harp and Seven Wood Instruments
- Four Choruses in Old Sonata Form (für 3 Männerstimmen mit Vor- und Zwischenspielen für Harfe, Orgel oder Klavier)
- Fraîcheur (Zephyrs) (für Harfe solo oder mehrere Harfen unisono)
- Pavane (für 2 Harfen)
- Pentacle. Suite (für 2 Harfen) (I. Steel, II. Serenade, III. Felines, IV. Catacombs, V. Pantomime)
- Prelude for a Drama (für eine oder mehrere Harfen)
- Recessional (für eine oder mehrere Harfen)
- Rumba (für 2 Harfen)
- Sonata (in one Movement) (für Harfe und Klavier)
- Tango (für 2 Harfen)

## Orchester (Auswahl)
- The Enchanted Isle (L'Isle Enchantée). Symphonische Dichtung für Harfe und Orchester
- Second Concerto (für Harfe und Orchester)

## Lehrwerke (Auswahl)
- The Art of Modulating for Harpists, Pianists and Organists (mit Lucile Lawrence)
- Conditioning Exercises for Beginners and Advanced Harpists
- The Harpist's Daily Dozen
- Method for the Harp (mit Lucile Lawrence)
- Modern Study of the Harp
- Pathfinder to the Harp (mit Lucile Lawrence)

| Personendaten    | Personendaten           |
| ---------------- | ----------------------- |
| NAME             | Salzedo, Carlos         |
| KURZBESCHREIBUNG | Harfenist und Komponist |
| GEBURTSDATUM     | 6. April 1885           |
| GEBURTSORT       | Arcachon, Frankreich    |
| STERBEDATUM      | 17. August 1961         |
| STERBEORT        | Waterville (Maine)      |